# San José de Kala
San José de Kala, también escrito San José de Cala, es una localidad de Bolivia, ubicada en la región del Altiplano. Administrativamente se encuentra en el municipio de Corque de la provincia de Carangas en el departamento de Oruro.
La localidad se encuentra a una altitud de 3.768 msnm en el Altiplano boliviano, a unos 75 kilómetros al norte del Salar de Coipasa.

## Toponimia
El nombre de San José de Kala se deriva de dos elementos simbólicos: en primer lugar, el infante San José, el santo local, representado en una vara de cobre; y en segundo lugar, Kalahuallkapi, un sitio ceremonial o pucará situado al pie de los cerros Melchor y Gaspar.

## Geografía
El clima de la región es semiárido y tiene una corta temporada de lluvias en verano; la precipitación anual es de poco menos de 300 mm. La temperatura media anual ronda los 6 °C sin fluctuaciones significativas a lo largo del año, pero con fuertes fluctuaciones diarias de temperatura y frecuentes cambios de heladas .
La vegetación corresponde a la Puna semiárida. No tiene árboles y se compone principalmente de arbustos espinosos, pastos, suculentas y plantas en cojín. Se utiliza económicamente como pasto de llamas, alpacas y ovejas.

## Transporte
San José de Kala se ubica a una distancia de 123 km por carretera al suroeste de Oruro, capital del departamento homónimo.
Desde Oruro, la carretera nacional Ruta 12 pasa por Toledo y Ancaravi hasta Opoqueri y continúa por Huachacalla y Pisiga en la frontera con Chile.
Desde Opoqueri, un camino de tierra conduce hacia el sur y luego de nueve kilómetros llega a San José de Kala.

## Demografía
La población de la localidad casi se duplicó en la década entre los dos últimos censos:
| Año  | Habitantes | Fuente |
| ---- | ---------- | ------ |
| 1992 | -          | Censo  |
| 2001 | 455        | Censo  |
| 2012 | 885        | Censo  |

Debido a la distribución histórica de la población, la región presenta una alta proporción de población indígena, ya que en el municipio de Corque el 89,7% de los mayores de 6 años hablan aimara.